# José Marante
José Manuel Marante (27 lutego 1915 – 27 sierpnia 1993) – piłkarz argentyński, obrońca.

## Życiorys
Urodzony w Buenos Aires Marante karierę piłkarską rozpoczął w 1934 roku klubie Boca Juniors. W barwach Boca Juniors zadebiutował 13 stycznia w wygranym 2:1 meczu z Chacarita Juniors w ramach turnieju Copa de Honor Beccar Varela 1933. W lidze zadebiutował 18 marca w wygranym 4:0 meczu z CA Huracán. W tym samym roku Marante razem z Boca Juniors sięgnął po swój pierwszy tytuł mistrza Argentyny.
W 1939 roku przeszedł do Ferro Carril Oeste, ale w 1940 roku wrócił do Boca Juniors i zdobył swój drugi tytuł mistrza Argentyny. Później jeszcze dwukrotnie zdobył tytuł mistrzowski – w 1943 i 1944 roku.
Marante w reprezentacji Argentyny zadebiutował 8 lipca 1945 roku w wygranym 3:1 meczu z Paragwajem. Jako piłkarz klubu Boca Juniors wziął udział w turnieju Copa América 1946, gdzie Argentyna zdobyła tytuł mistrza Ameryki Południowej. Marante zagrał w dwóch meczach – z Paragwajem (w 57 minucie zmienił José Salomóna) i Brazylią (w 29 minucie zmienił José Salomóna).
Wciąż jako gracz klubu Boca Juniors wziął udział w turnieju Copa América 1947, gdzie Argentyna ponownie zdobyła tytuł mistrza Ameryki Południowej. Marante zagrał w czterech meczach – z Paragwajem (w 42 zmienił go Juan Carlos Colman), Chile (w 76 minucie zmienił go Juan Carlos Colman), Ekwadorem i Urugwajem.
Razem z Boca Juniors trzy razy z rzędu zdobył wicemistrzostwo Argentyny – w 1945, 1946 i 1947 roku. Ostatni raz w barwach Boca Juniors zagrał 18 czerwca 1950 roku w przegranym 2:4 meczu przeciwko Newell's Old Boys Rosario. Na koniec po raz czwarty został wicemistrzem Argentyny.
W Boca Juniors Marante rozegrał w sumie 268 meczów (23 758 minut) i zdobył 10 bramek. Łącznie w pierwszej lidze Marante rozegrał 272 mecze i zdobył 12 bramek – z czego w barwach Boca Juniors 241 meczów i 9 bramek, a w Ferro Carril Oeste 31 meczów i 3 bramki.
Karierę piłkarską zakończył w 1951 roku w urugwajskim klubie Defensor Sporting.
W reprezentacji Argentyny Marante rozegrał łącznie 9 meczów.

## Sukcesy
| Season | Club         | Title                          |
| ------ | ------------ | ------------------------------ |
| 1934   | Boca Juniors | Mistrz Argentyny               |
| 1940   | Boca Juniors | Copa Carlos Ibarguren          |
| 1943   | Boca Juniors | Mistrz Argentyny               |
| 1944   | Boca Juniors | Mistrz Argentyny               |
| 1945   | Boca Juniors | Wicemistrz Argentyny           |
| 1946   | Boca Juniors | Copa Competencia Británica     |
| 1946   | Boca Juniors | Copa de Confraternidad Escobar |
| 1946   | Argentyna    | Mistrz Ameryki Południowej     |
| 1946   | Boca Juniors | Wicemistrz Argentyny           |
| 1947   | Argentyna    | Mistrz Ameryki Południowej     |
| 1947   | Boca Juniors | Wicemistrz Argentyny           |
| 1950   | Boca Juniors | Wicemistrz Argentyny           |